# Târgoviște
Târgoviște este municipiul de reședință al județului Dâmbovița, Muntenia, România. Reprezintă principalul centru economic, cultural, politic și administrativ al județului Dâmbovița. Împreună cu acesta face parte din regiunea de dezvoltare Sud-Muntenia. Este situat în partea central sudică a României și este străbătut de paralela 44°55'27"N și meridianul 25°27'24"E, fiind poziționat la trecerea dintre Câmpia Română și dealurile Subcarpaților ce continuă spre Munții Bucegi.
Târgoviște se află la o distanță de 80 km de București, capitala României.
În 2021 avea o populație de 66.965 locuitori și era al 27-lea oraș al României după numărul de locuitori.
Reședință domnească și capitală între 1396 și 1714, orașul a deținut mai bine de trei secole statutul de cel mai important centru economic, politico-militar și cultural-artistic al regiunii, Târgoviște fiind cetatea de scaun a Țării Românești.

## Istorie

### Preistoria și antichitatea
Săpăturile arheologice efectuate pe teritoriul și în împrejurimile orașului au dovedit că această regiune era locuită încă din neolitic. În Muzeul de Arheologie se găsesc vestigii ale culturilor de tip Stancevo-Criș, Gumelnița, Coțofeni, apoi din perioada bronzului și din epoca fierului. Bine ilustrate în muzeu sunt podoabe și unelte geto-dacice din vremea regilor Daciei, Burebista și Decebal, și ulterior monede ce dovedesc cuprinderea zonei în aria culturii materiale daco-romane (sec. I-III) și apoi bizantină (sec. V-VI). În cartierul Suseni din Târgoviște s-au găsit urme ale unei așezări din sec. II-V peste care este suprapusă alta protoromână din sec. VIII-X. Peste acestea, s-a format o așezare rurală în sec. XII-XIV, din care s-a dezvoltat târgul medieval.

### Epoca medievală
Perioada medievală i-a adus recunoașterea ca târg de importanță europeană, unde se schimbau mărfuri sosite din trei continente cu cele ale producătorilor locali.

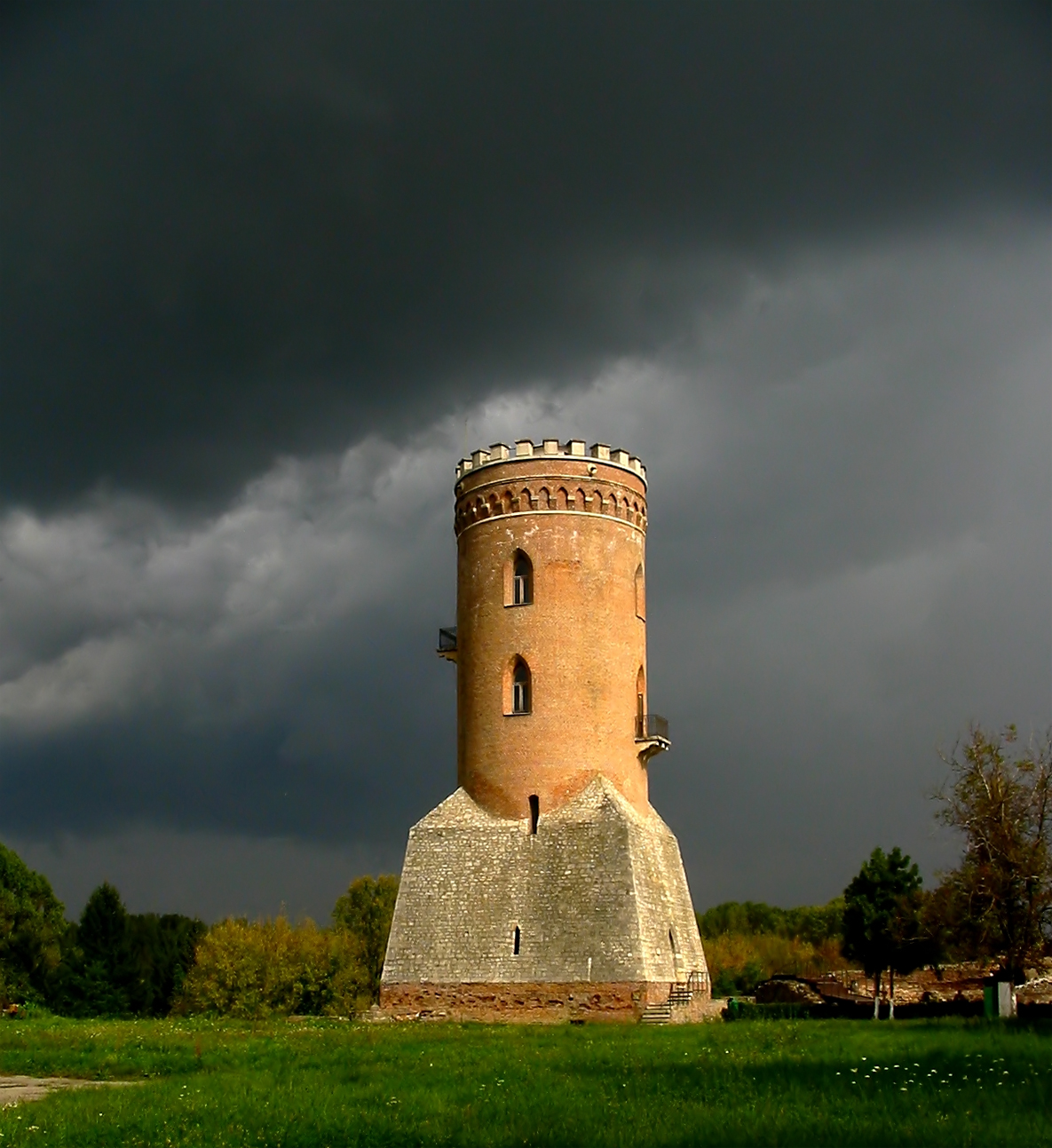
Turnul Chindiei, simbolul orașului

Nicolae Iorga crede că la Târgoviște a avut loc bătălia (datând-o în 1369) dintre voievodul Transilvaniei Nicolae Lackfi și pârcălabul Dragomir al cetății Dâmboviței în vremea domniei lui Vladislav I, alias Vlaicu-Vodă, câștigată de români. Este de reținut că, în cronica arhidiaconului maghiar Ioan de Küküllö, se pomenește de existența, pe locul unde se află astăzi orașul, a unei fortificații, căci „voievodul Nicolae, după ce a trecut cu oastea [...] râul Ialomița luând cu putere întăriturile ridicate de valahi” este nevoit să se retragă. O dovadă că orașul exista încă de atunci și că românii s-au bătut cu îndârjire.
Prima mențiune a orașului, la 1396, este făcută de cruciatul bavarez Johann Schiltberger, care a vizitat orașul cu ocazia pregătirilor pentru lupta de la Nicopole. Schiltberger menționează că Târgoviște (în text: Türckisch) este unul dintre „cele două orașe de vază” ale Valahiei, alături de Curtea de Argeș (în text: Agrich).
În timpul domniei lui Mircea cel Bătrân orașul a devenit principala reședință domnească a Țării Românești. În actele interne, Curtea Domnească este atestată în timpul lui Mircea cel Bătrân când, într-un act al fiului și asociatului său la domnie, Mihail I, datat 1417-1418, se vorbește despre "[...]însuși orașul domniei mele Târgoviște[...]" (DRH, B, vol. I). Din acest act se poate înțelege că, la acea dată, aici funcționa o reședință voievodală fortificată. De altfel, săpăturile arheologice confirmă această supoziție, datând perioadei lui Mircea cel Bătrân: o casă, prima biserică-paraclis, o curtină și urme ale unei palisade (palancă) de lemn de mici dimensiuni. Tot în timpul acestui domnitor a fost refăcută Curtea Domnească, ale cărei ruine împrejmuiesc astăzi Turnul Chindiei. Ultimele cercetări arheologice însă, au avansat ideea că o curte a fost ridicată aici încă înainte de Mircea cel Bătrân.
Primul act oficial, din 1406, este scris pe hârtie către mănăstirea Tismana de "Io. Mircea I Basarab, voievodul Țării Românești, duce de Făgăraș și Almaș, comite de Severin, despot al pământurilor lui Dobrotici și domn al Dârstorului, spre cunoștința acestora, atât celor de acum, cât și celor viitori", așa cum semna tratatele sale de alianță.
În această perioadă, Târgoviște deja beneficia de un statut privilegiat, fiind cel mai important centru economic și cultural al Țării Românești, fapt favorizat și de poziția sa la răscrucea unor importante drumuri comerciale. 
Din 1424 se păstrează prima reglementare comercială făcută de domnitorul Dan al II-lea, ce stabilește privilegiile vamale ale târgoveților locali și drepturile de care beneficiau aceștia în țară. Din 1451 datează prima culegere de legi făcută de grămăticul Dragomir, din porunca voievodului Vladislav II.
Vlad Țepeș (bază a personajului fabulos Dracula) urcă pe tron în 1456 cu sprijinul prietenilor săi Ioan Huniade și Ștefan cel Mare și se înscrie în istorie pentru victoria din 1462 împotriva sultanului Mehmet II, cuceritorul Constantinopolului. În timpul domniei sale a fost construit Turnul Chindiei, inițial pentru scopuri militare, clădirea servind drept punct de pază, foișor de foc, dar și pentru stocarea tezaurului.
Voievodul Radu cel Mare reclădește începând cu 1499 biserica "Sf. Nicolae din Deal", cunoscută azi ca Mănăstirea Dealu, care va fi terminată de urmașul său Vlad cel Tânăr. Pictura acesteia va fi realizată în 1514 sub Neagoe Basarab, de zugravul Dobromir din Târgoviște. Tot Radu cel Mare a început și construcția bisericii mitropolitane „Înălțarea Domnului” din Târgoviște, terminată în anul 1520 de Neagoe Basarab (actuala Catedrală arhiepiscopală din Târgoviște, cu hramul Înălțarea Domnului, a fost ridicată între anii 1892-1895, după dărâmarea bisericii mitropolitane aflate pe locul vechiului sediu al Mitropoliei Țării Românești). 
După toate probabilitățile, la Târgoviște a activat primul meșter tipograf din Țara Românească, Macarie, care a tipărit, începând cu anul 1508, primele trei cărți în limba slavonă cunoscute la noi: „Liturghierul” (1508), „Octoihul” (1510) și „Evangheliarul” (1512). Către mijlocul aceluiași secol activitatea tipografică este reluată la Târgoviște de ucenicul lui Macarie, Dimitrie Liubavici, cu un „Molivelnic” (1545) si un „Apostol” (1547).
În anul 1585 Petru Cercel a ctitorit Biserica Domnească din Târgoviște, construcție din cărămidă, de plan cruce greacă înscrisă, cu trei turle și un amplu pridvor deschis pe coloane, monument care atestă maturitatea arhitecturii muntene din secolul al XVI-lea. De numele lui Petru Cercel se leagă și lucrările de reconstrucție și amplificare de la Curtea Domnească. 
Mihai Viteazul a reușit în 1600, pentru prima oară, Unirea celor trei principate românești - Țara Românească, Moldova și Transilvania. Prestigiul lui de apărător al creștinătății era recunoscut în toată Europa. Trădarea si uciderea lui a fost plânsă de toți românii. În timpul său, Târgoviște este ocupată de turcii lui Sinan Pașa, care fortifică zona centrală. În octombrie 1595, trupele creștine ale Ungariei și ale lui Mihai Viteazul eliberează orașul, care suferă însă mari pagube.
Matei Basarab (1632-1654) a fost un mare sprijinitor al culturii. Epoca lui Matei Basarab a fost una de înflorire culturală, de închegare a unei școli artistice, fără de care "explozia" brâncovenească nu ar fi fost posibilă. A fost un protector al culturii, sprijinitor al ortodoxiei, militând pentru păstrarea nealterată a tradiției ortodoxe. El este cel care întărește și extinde fortificațiile orașului (unice la sud de Carpați), repară vechile biserici și construiește multe altele noi.
Constantin Brâncoveanu a asigurat timp de un sfert de secol (1688-1714) stabilitatea țării. În timpul său, reședința de vară a țării s-a aflat la Târgoviște, iar cea de iarnă la București. De altfel, unul dintre motivele detronării sale de către sultan, a fost "că locuia la Târgoviște 6 până la 7 luni pe an, aducând astfel pagube Bucureștilor". După tragicul final al domniei sale, capitala s-a mutat la București, eveniment în urma căruia Târgoviște a început să piardă din puterea economică precum și din populație.
Se încheia astfel un capitol în care, timp de 3 secole și jumătate, Târgoviște a fost cel mai important centru cultural, comercial și militar din Țara Românescă și locul din care 40 de domnitori au emis acte de domnie. 
Urmează un secol al domnilor fanarioți. Vechea cetate de scaun este cu adevărat părăsită și trecerea timpului afectează tot mai dureros din zidurile sale, ce ajung să fie folosite de boieri și unii localnici ca material de construcție pentru propriile case.

### Epoca modernă
Răscoala lui Tudor Vladimirescu, din 1821, după ce strălucește la București, restabilind domniile pământene pe scaunul țării, se sfârșește trist la Târgoviște. Tudor și mulți dintre soldații săi sunt masacrați de eteriști pe locul din fața bisericii Mitropoliei, unde s-a ridicat o cruce de piatră, în amintirea lor.
Târgoviștenii au participat activ la evenimentele anului revoluționar 1848. Ion Heliade Rădulescu a fost o personalitate marcantă a Revoluției de la 1848 din Țara Românească, fiind membru al Guvernului Provizoriu și apoi al locotenenței domnești. Poezia lui Grigore Alexandrescu, a fost influențată de ideile care au pregătit Revoluția din 1848.
După Unirea Principatelor Române, domnitorul Alexandru Ioan Cuza a intrat în Târgoviște pe sub o arcadă de flori, la 17 iunie 1859.
Modernizarea societății românești la sfârșitul sec. XIX a însemnat un mare avânt economic, ilustrat prin iluminarea orașului în 1863, inaugurarea cursei de diligențe și apoi de cale ferată București - Târgoviște, înființarea primei întreprinderi industriale - Arsenalul Armatei, construirea rafinăriilor de petrol.
Târgoviște și-a plătit tributul de sânge în toate marile bătălii ale națiunii. În războiul de independență din 1877-1878 s-au distins numeroși comandanți si ostași târgovișteni. În timpul Primului Război Mondial, Regimentul III Dâmbovița nr. 22 a primit Ordinul „Mihai Viteazul” pentru vitejia sa în campania din Transilvania din 1916, și apoi în timpul marilor bătălii de la Mărăști, Oituz si Mărășești în anul 1917.

### Epoca contemporană
Destinul avea să rezerve Târgoviștei un rol esențial în timpul evenimentelor din decembrie 1989, care au dus la sfârșitul regimului totalitar din România. Aici a fost arestat, judecat, condamnat și executat liderul de stat comunist, Nicolae Ceaușescu și soția sa, Elena Ceaușescu.

## Geografie

### Așezare geografică și relief
Orașul este situat în partea central sudică a României și este străbătut de paralela 44°55'27"N și meridianul 25°27'24"E, fiind poziționat la trecerea dintre Câmpia Română și dealurile Subcarpaților ce continuă spre Munții Bucegi. Se află la o altitudine cuprinsă între 260 și 300 metri, poziționându-se între râurile Dâmbovița și Ialomița, la limita dintre regiunea deluroasă subcarpatică și Câmpia Înaltă a Târgoviștei, Câmpia este desprinsă din uniformitatea Câmpiei Române, Târgoviștea fiind așezată în sectorul subcolinar al acesteia, parte a câmpiei Piemontane Înalte a Ialomiței, și în vecinătatea Dealurilor Subcarpatice.
Târgoviște se află la o distanță de 80 km de București, Capitala României. Unitatea administrativ-teritorială Târgoviște are o suprafață de peste 35 km pătrați (3.500 ha) și se învecinează cu: Aninoasa, Răzvad, Ulmi, Dragomirești, Șotânga.

### Orașe apropiate
- București, la 80 km sud-est
- Pitești, la 70 km vest
- Ploiești, la 50 km est
- Pucioasa, la 20 km nord
- Fieni, la 27 km nord
- Sinaia, la 60 km nord
- Găești, la 30 km sud-vest
- Moreni, la 20 km est
- Titu, la 35 km sud
- Răcari, la 42 km sud-est

### Hidrografie
Sub aspect hidrografic orașul se găsește în bazinul râului Ialomița, care curge pe direcția nord-vest – sud-est, străbătând municipiul pe o distanță de aproximativ 9 km, delimitând spre est vatra orașului propriu-zis. Este poziționat între râurile Dâmbovița și Ialomița, distanța dintre cele două râuri în zona Târgoviștei fiind de numai 8 km, limita estică a orașului (spre Dragomirești) aflându-se la 2,7 km de albia Râului Dâmbovița.
Pârâul Milioara era un mic curs de apă ce curgea prin oraș, Șanțul Cetății Târgoviște fiind de fapt cursul Milioarei. Lacurile de la Priseaca sunt situate pe cursul Milioarei, pârâul fiind deviat ulterior și secat aproape în întregime.

### Clima
Clima este temperat – continentală, caracteristică poziției sale geografice, cu o temperatură multianuală de 9,9 °C (ianuarie 2,5 °C, iulie 20,8 °C). Amplitudinea dintre temperatura maximă înregistrată, de 40,4 °C și cea minimă, de −28 °C, este relativ însemnată. Vânturile mai frecvente bat din direcțiile nord-vest (20%), sud-vest (16%) și nord (11%). Precipitațiile multianuale ajung la 683 mm, dintre care 435 mm în sezonul cald și 248 mm în sezonul rece.

## Demografie
Componența etnică a municipiului Târgoviște
     Români (81,22%)
     Romi (2,9%)
     Alte etnii (0,92%)
     Necunoscută (14,96%)
Componența confesională a municipiului Târgoviște
     Ortodocși (80,05%)
     Alte religii (3,71%)
     Necunoscută (16,24%)
Conform recensământului efectuat în 2021, populația municipiului Târgoviște se ridică la 66.965 de locuitori, în scădere față de recensământul anterior din 2011, când fuseseră înregistrați 79.610 locuitori. Majoritatea locuitorilor sunt români (81,22%), cu o minoritate de romi (2,9%), iar pentru 14,96% nu se cunoaște apartenența etnică. Din punct de vedere confesional, majoritatea locuitorilor sunt ortodocși (80,05%), iar pentru 16,24% nu se cunoaște apartenența confesională.
|  | Graficele sunt indisponibile din cauza unor probleme tehnice. Mai multe informații se găsesc la Phabricator și la wiki-ul MediaWiki. |

Date: Recensăminte sau birourile de statistică - grafică realizată de Wikipedia

## Muzee
- Complexul Muzeal "Curtea Domnească"
- Muzeul Tiparului și al Cărții Vechi Românești
- Muzeul Scriitorilor Dâmbovițeni
- Casa atelier "Gheorghe Petrașcu"
- Muzeul de Artă
- Muzeul de Istorie din Târgoviște
- Muzeul Mănăstirii Dealu
- Muzeul Poliției Române
- Casa atelier Vasile Blendea
- Muzeul "Casa Romanței"
- Muzeul Evoluției Omului și Tehnologiei în Paleolitic
- Școala de Ofițeri de Cavalerie ''Ferdinand I''

## Monumente[10]
- Complexul monumental „Stelea” - sec. XV-XVI
- Complexul monumental metropolitan - sec. XVI, XIX-XX
- Ansamblul Monumental Curtea Domnească - sec. XV
- Biserica Domnească (Biserica Mare Domnească) - sec. XVI
- Biserica Sfânta Vineri (Biserica Mică Domnească) - sec. XV
- Complexul Monumental Dealu - sec. XV
- Biserica Sfântul Gheorghe - sec. XVI
- Biserica Adormirea Maicii Domnului - a Târgului - sec. XVII
- Biserica Sf. Francisc - sec. XIX
- Biserica "Tăierea Capului Sfântului Ioan Botezătorul" - sec.XVII
- Biserica Sf. Nicolae - Simuleasa - sec. XVII
- Biserica Stolnicului - sec. XVIII
- Biserica Sf. Nicolae - Andronești - sec. XVI
- Biserica Sfinții Voievozi Mihail și Gavril - sec. XVII
- Biserica Crețulescu - sec. XV-XVI
- Biserica Sfinții Împărați - sec. XVII
- Biserica Buzinca - sec. XVII
- Biserica Albă - sec. XVI
- Biserica Lemnului - sec. XIX
- Biserica Sf. Nifon - sec. XIX
- Biserica Sf. Nicolae Geartoglu - sec. XV-XVI
- Biserica Sfintii Atanasie și Chiril - sec. XVIII
- Biserica Oborul vechi - sec. XIX
- Biserica Izvorul Tămăduirii - sec. XIX
- Primăria orașului Târgoviște - sec. XIX

### Parcuri

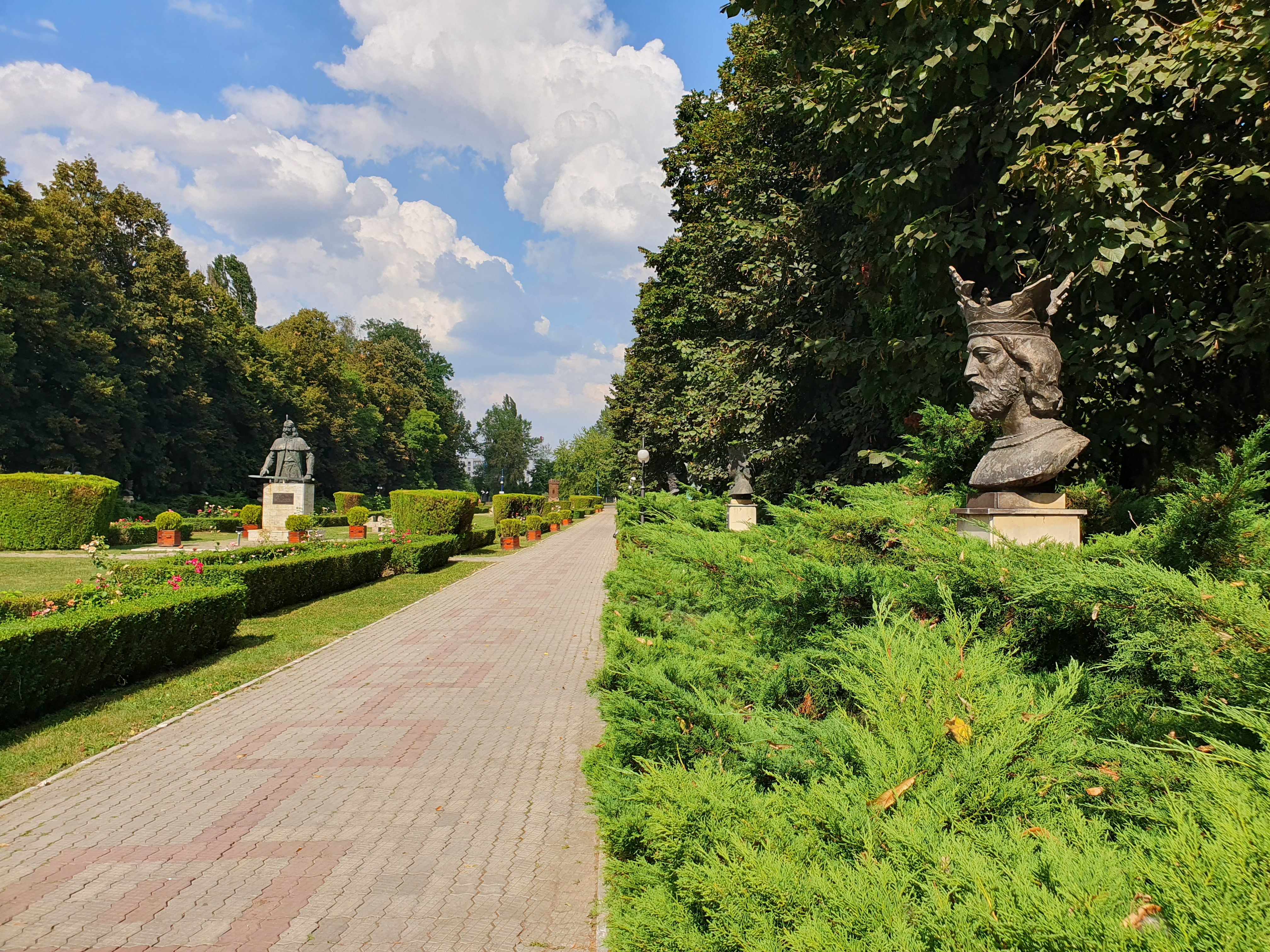
Parcul Chindia - Aleea Voievozilor

Grădinile domnești au fost situate pe locul actualului parc Chindia și au fost amenajate de Petru Cercel după modelul celor din apus. Pe aleile din aceste curți, Mihai Viteazu negociază tratatul cu solii împăratului Rudolf al Austriei. Constantin Brâncoveanu mărește aceste curți și adaugă foișorul.
În prezent, orașul Târgoviște are 3 parcuri mari: Parcul Chindia (14 ha), Parcul Mitropoliei (2,8 ha); Parcul din zona Complexului de Natație (10 ha) și unul mai mic, finalizat în 2021: Parcul de lângă Dâmbovița Mall (1,6 ha).
Parcul Chindia este situat în partea de nord-vest a orașului, în imediata vecinătate a Curții Domnești, cel mai important loc istoric și turistic al orașului. Lângă parc găsim și  Grădina Zoologică Târgoviște ce se întinde pe o suprafață de 4 ha și deține specii de păsări și animale de pe toate continentele. Parcul are o suprafață de peste 135.000 mp, iar în el găsim mai multe specii de arbori și arbuști, spații verzi, alei (cea mai importantă fiind Aleea Voievozilor pe care se regăsesc busturile voievozilor ce au domnit la Târgoviște vreme de 350 de ani), loc de joacă pentru copii, spații pentru câini, pistă de biciclete și un lac cu bărci, hidrobiciclete și debarcader ce are un luciu de apă de peste 25.000 mp.
Parcul Mitropoliei este situat în centrul orașului și include Catedrala Mitropolitană Târgoviște, clopotnița, ruinele vechii mitropolii a Țării Românești. În parc găsim mai multe specii de arbori, spații verzi, loc de joacă pentru copii și fântâni arteziene. Parcul are o suprafață de peste 27.500 mp care se învecinează cu Piața Mihai Viteazul și Casa de Cultură.
Cel mai nou parc, deschis la începutul anului 2024 în zona Complexului de Natație, se întinde pe 10 ha și face parte dintr-un amplu proiect de extindere a spațiilor verzi din Municipiul Târgoviște. 90% din suprafață  include  zeci de specii de arbori ornamentali, arbuști rășinoși, foioși, plante florale,  locuri de joacă, o   fântână arteziană, o scenă cu gradene, un foișor,  piste pentru biciclete.

### Complexul de natație

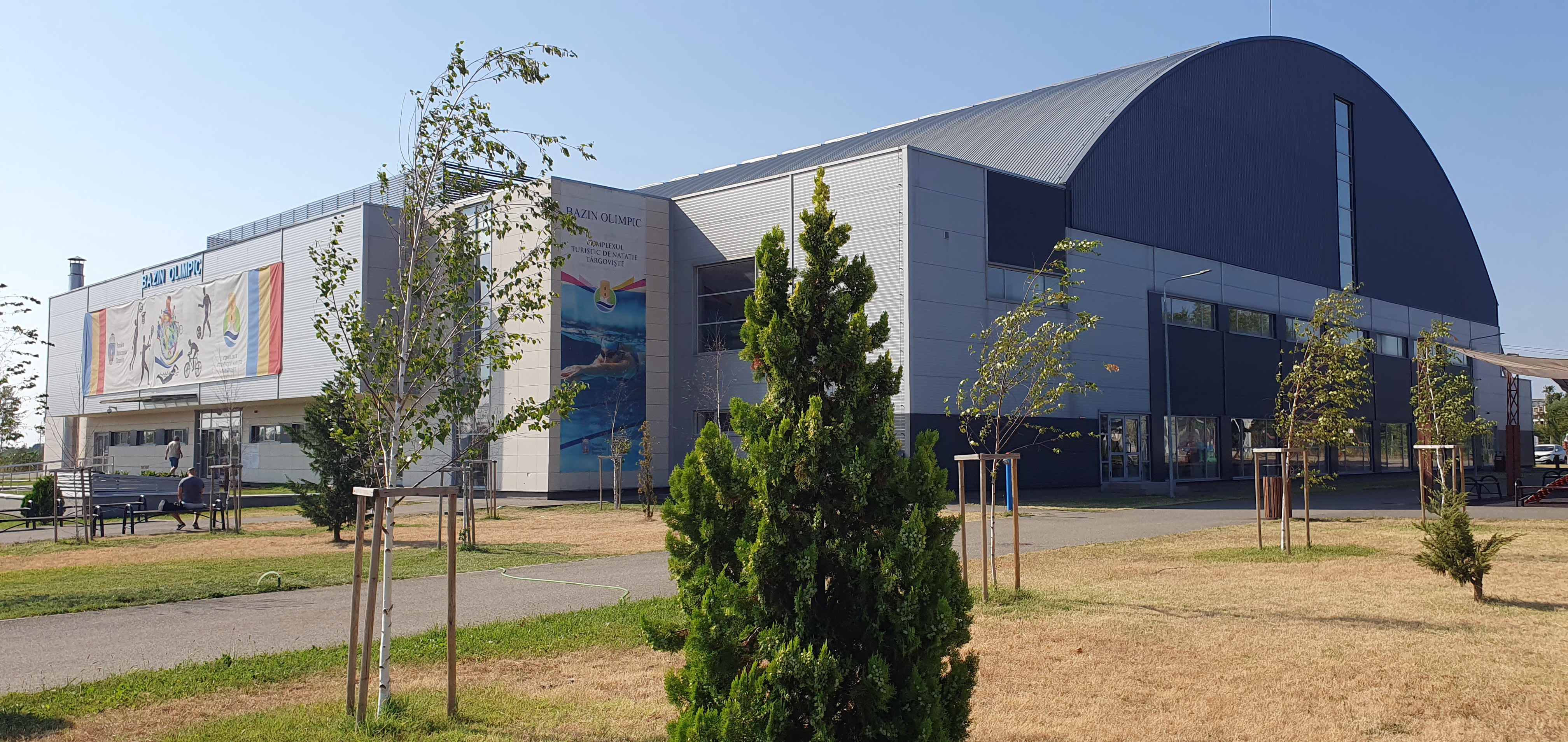
Bazinul olimpic, situat în Complexul Turistic de Natație

În urma unei investiții de 19,8 milioane de euro, în anul 2016 a fost inaugurat Complexul Turistic de Natație-Târgoviște. Ștrandul funcționează în sezonul de vară și cuprinde plajă amenajată, umbrele, șezlonguri, tobogane, bazine de înot. Bazinul olimpic acoperit, funcțional pe toată perioada anului, este dedicat atât sportului de performanță, cât și celui pentru amatori. Între alte facilități, bazinul olimpic dispune și de cabinet medical, saună sau sală de forță. Tot în zona Complexului de natație s-a dezvoltat o infrastructură cu piste pentru biciclete, locuri de joacă pentru copii, dar și un teren sintetic de dimensiuni standard dotat cu tribune și instalație de de nocturnă.

## Transport

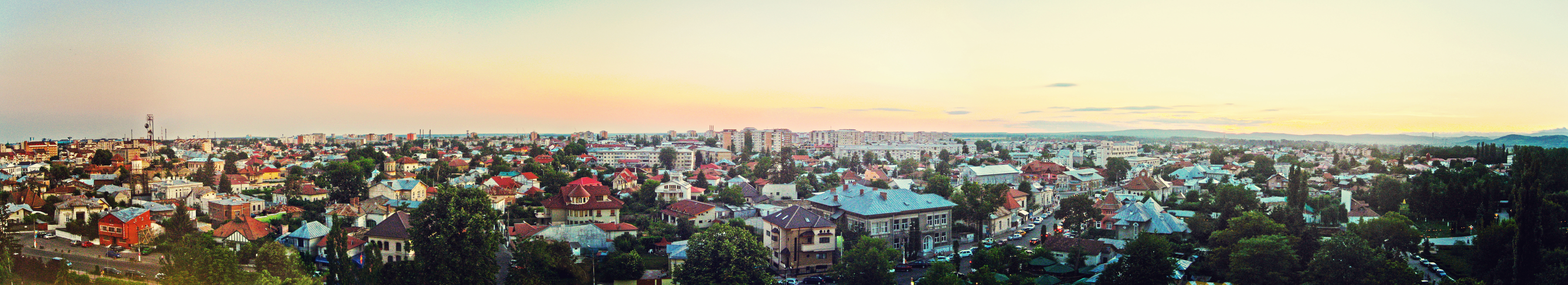
Panorama orașului Târgoviște văzută de pe acoperișul Turnului Chindia

### Transport feroviar

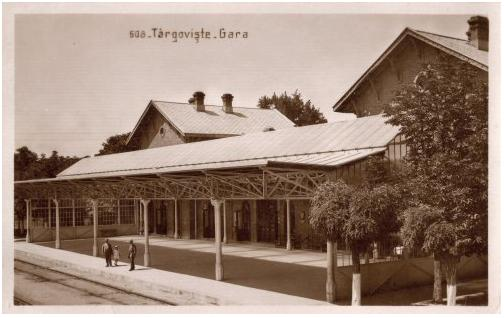
Gara din Târgoviște în 1930. Clădirea a fost inaugurată în 1884.

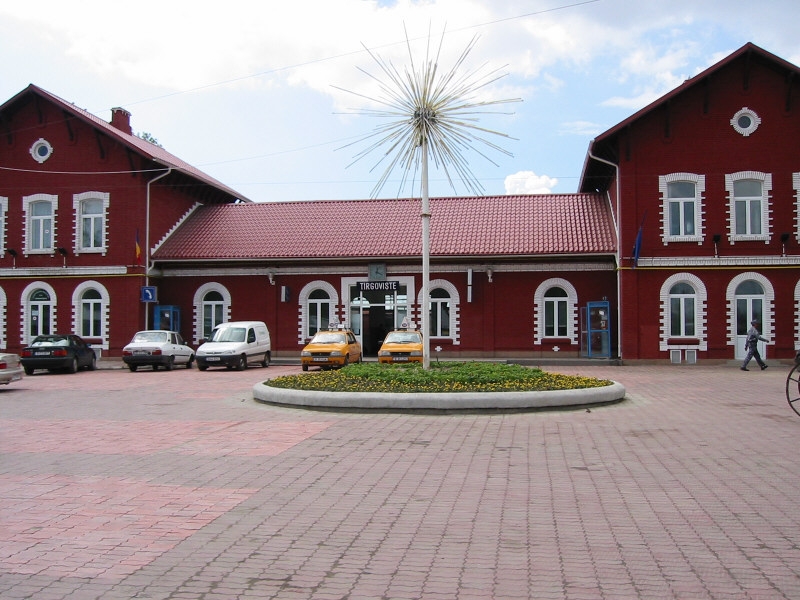
Clădirea gării după renovarea dintre anii 2000-2004.

Gara Târgoviște este un nod feroviar secundar, orașul fiind legat de București, Ploiești și Pietroșița. Gara din oraș a fost deschisă în data de 2 ianuarie 1884, împreună cu calea ferată Titu—Târgoviște. Această linie a fost construită de Compania a VII-a a căii ferate din Regimentul I de Geniu. La data de 27 mai 1894 a fost inaugurată linia Târgoviște—Pucioasa. Linia Târgoviște—Ploiești a fost dată în exploatare la 29 iunie 1946, deși construcția ei fusese începută încă din 1929.
Orașul este deservit și de halta Teiș, gara Târgoviște Nord și punctele de oprire de la Romlux și Valea Voievozilor.
Gara este deschisă atât traficului de călători — cu sistem de vânzare/rezervare electronică de legitimații de călătorie —, cât și traficului de marfă. Deservește prin linii industriale mari operatori economici ai orașului — COST, Oțelinox, Erdemir, Romlux, Rondocarton, Cromsteel.

### Transport rutier
Așezat la o veche răscruce de drumuri comerciale, orașul este și astăzi un nod feroviar și rutier, putând fi ușor abordat din toate părțile. Municipiul Târgoviște este situat în vecinătatea capitalei României, la o distanță de 80 km de Aeroportul Internațional Henri Coandă. 
Prin Târgoviște trec drumurile naționale:
| Drum național | Traseu                                      | Lungime (km) |
| ------------- | ------------------------------------------- | ------------ |
| DN71          | Tărtășești - Târgoviște - Pucioasa - Sinaia | 109          |
| DN72          | Găești - Târgoviște - Ploiești              | 76           |
| DN72A         | Târgoviște - Câmpulung                      | 61           |

De asemenea, o serie de drumuri județene ajung în municipiu:
- DJ 711 Târgoviște - Matraca - Lazuri - Comișani - Băleni - Bujoreanca
- DJ 712 Târgoviște - Șotânga - Vulcana-Pandele - Brănești - Pucioasa
- DJ 718A Târgoviște - Mănăstirea Dealu
- DJ 719 Târgoviște - Valea Voievozilor
- DJ 721 Târgoviște - Colanu - Văcărești - Perșinari - Gura Șutii - Produlești - Costești Deal

Proiecte în curs de implementare:
- modernizarea DN 71 și lărgirea la 4 benzi (Târgoviște - Bâldana)
- modernizarea DN 71 (Târgoviște - Sinaia)
- Drumul Expres Târgoviște - București / “Valahia Expres” (62 km)
- Drumul Expres Găești - Ploiești (81,5 km) care va conecta orașul Târgoviște la autostrăzile A1 și A3

### Transport public

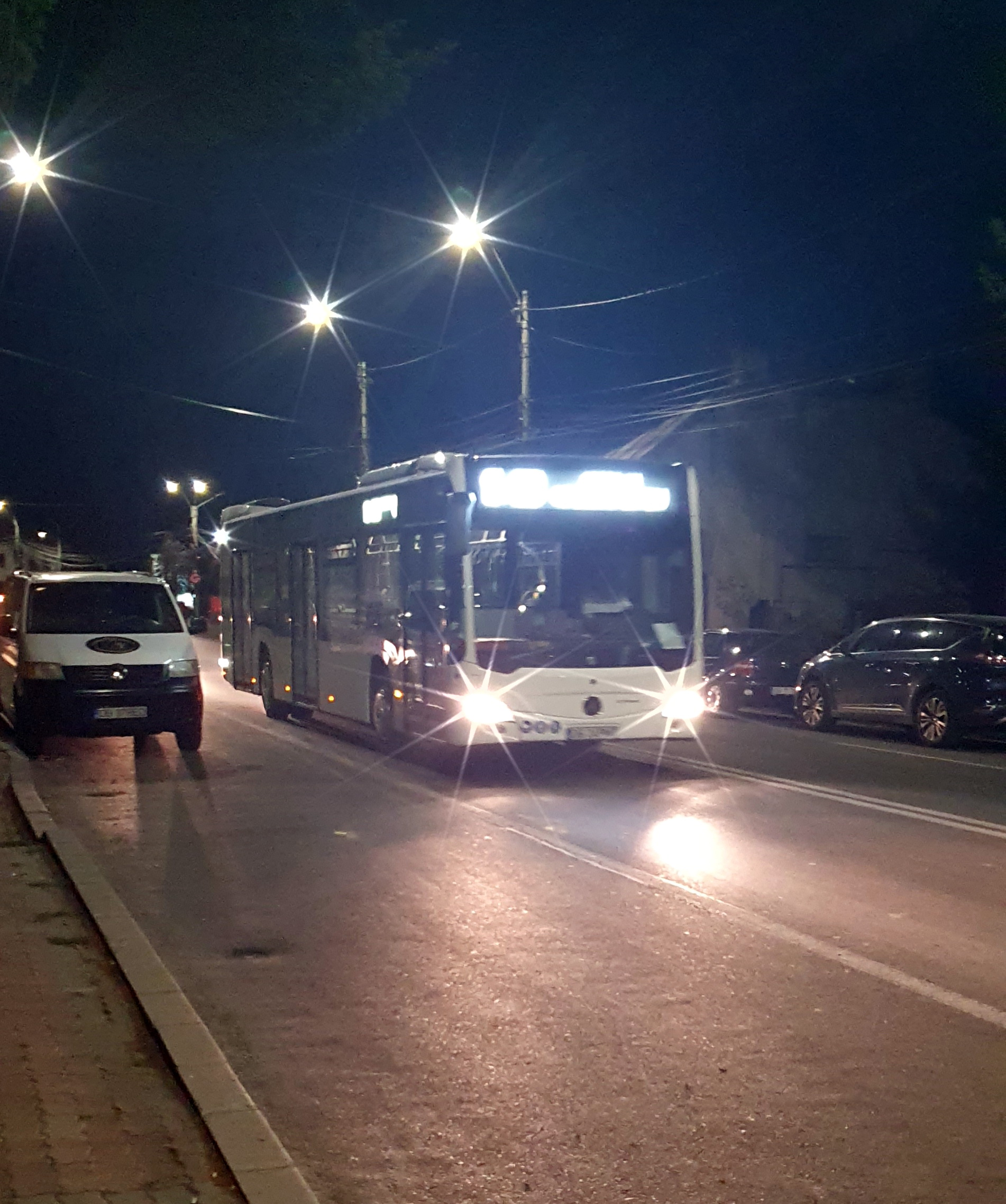
Transport public pe traseul dintre Universitate și Complexul de natație.

Transportul public cuprinde trasee de autobuze atât în interiorul orașului, cât și legături cu localități din apropiere. În 2020 existau peste 13 trasee exclusiv în interiorul orașului și 14 trasee ce care făceau legătura cu localități din jurul municipiului Târgoviște.
Trasee care asigură legătura cu localitățile din împrejurimi:
Târgoviște - Șotânga, Târgoviște - Goleasca, Târgoviște - Ulmi - Matraca - Dimoiu, Târgoviște - Dragomirești, Târgoviște - Săteni, Târgoviște - Viforâta, Târgoviște - Gorgota, Târgoviște - Lucieni, Târgoviște - Mănești, Târgoviște -Viișoara - Râncaciov,  Târgoviște - Dragomirești - Râncaciov, Târgoviște - Doicești, Târgoviște - Comișani, Târgoviște - Mogoșești - Geanoești.
Transportul public urban și preorășenesc este asigurat de 40 de autobuze Mercedes-Benz Citaro Hybrid (autobuzul anului 2019 în Europa) și acoperă întreaga zonă funcțională a municipiului Târgoviște (25 de unități administrativ teritoriale) și localitățile înconjurătoare. Achiziția celor 40 de autobuze hibrid, precum și construirea infrastructurii necesare (28 stații de călători, 3 stații de capăt de traseu, depou pe Calea Ialomiței, reabilitare 5,4 km de străzi) sunt finanțate din fonduri europene prin Programul Operațional Regional 2014-2020 și însumează peste 163.000.000 lei (33,6 mil €).  Autobuzele sunt prevăzute cu: senzori numărare călători; sistem informare călători audio-video in/out bus – panouri LED; LCD – 21.5"; sistem CCTv interior bus + video exterior - 4 camere interioare si 2 camere exterioare; sistem comunicare audio-video sofer-calatori; computer de bord; echipament de vanzare bilete - instalat în bus, la șofer, cu opțiune de validare; validator dual; modul comunicații autobuz-CAN; terminal controlori; automat de reîncărcare bilete (instalat in autobuz); sistem integrat de gestiune si diagnosticare electronica;
Toate stațiile și mijloacele de transport au monitorizare video, sunt dotate cu sisteme de informare pe bază de panouri LED, au implementat un sistem de management flotă și e-ticketing.
Cele 3 stații de capăt de traseu sunt prevăzute cu sală de așteptare, info point, grupuri sanitare, inclusiv pentru persoane cu dizabilități, cameră mama și copilul, sistem de ticketing, cel puțin 30 de locuri de parcare.
Noua autogară situată pe Calea Ialomiței, deschisă în anul 2024, este una dintre cele mai moderne din România, cu sală de așteptare la standarde europene, info point, grupuri sanitare, inclusiv pentru persoane cu dizabilități, o cameră mama și copilul, sistem de ticketing, locuri de parcare, inclusiv pentru taxi și persoane cu dizabilități.

## Economie

### Firme din Târgoviște
Statistici firme din Târgoviște 2023
Agenți economici: 11.931 (27% din totalul agenților economici din jud. Dâmbovița)
Cifra de afaceri: 7,2 Miliarde lei - 1,6 Miliarde euro (29% din cifra de afaceri din jud. Dâmbovița)
Număr angajați: 18.315 angajați (35% din totalul de angajați din jud. Dâmbovița)
Profit: 816,3 milioane lei - 185 milioane euro (35% din profitul net realizat în jud. Dâmbovița)
Top 10 societăți comerciale (după nr. angajați 2023)
1. COMPANIA DE APA TARGOVISTE-DAMBOVITA SA 698 angajați
2. OTELINOX S.A. 594 angajați
3. ASO CROMSTEEL S.A. 428 angajați
4. TREI BRUTARI S.A. 406 angajați
5. ROMSTYL IMPEX SRL 394 angajați
6. MERAK ADVERTISING SRL 282 angajati
7. GEO-STING SRL 266 angajati
8. ERDEMIR-ROMANIA S.R.L. 252 angajati
9. REGATA SRL 245 angajati
10. COMPANIA NAȚIONALĂ ROMARM S.A.-FILIALA SOCIETATEA UZINA DE PRODUSE SPECIALE DRAGOMIREȘTI S.A. 235 angajati
Top 10 societăți comerciale (după cifra de afaceri 2023)
1. ASO CROMSTEEL S.A. 454 milioane lei (103,2 milioane euro)
2. OTELINOX SA 248,6 milioane lei (56,5 milioane euro)
3. ERDEMIR-ROMANIA S.R.L. 246,4 milioane lei (56 milioane euro)
4. GEO-STING SRL 223 milioane lei (50,7 milioane euro)
5. ROMSTYL IMPEX SRL 177,7 milioane lei (40,4 milioane euro)
6. TREI BRUTARI S.A. 176,5 milioane lei (40,1 milioane euro)
7. COMPANIA DE APA TARGOVISTE-DAMBOVITA SA 115,5 milioane lei (26,3 milioane euro)
8. BIT INVEST SRL 115,1 milioane lei (26,2 milioane euro)
9. REGATA SRL 107,7 milioane lei (24,5 milioane euro)
10. SWARCO VICAS S.R.L. 91,6 milioane lei (20,8 milioane euro)

### Dâmbovița Mall
În 2020 a fost inaugurat Dâmbovița Mall. Centrul comercial realizat reprezintă cea mai mare investiție privată realizată în ultimii 30 de ani la Târgoviște, peste 50 milioane €.
Dâmbovița Mall este situat lângă Centura Municipiului Târgoviște (str. Petru Cercel), iar pentru accesul facil către centrul comercial a fost realizată legătura între Bd. Regele Carol I și str. Petru Cercel, iar drumul construit în 2020 a fost denumit Bulevardul Regele Ferdinand.
Complexul comercial cuprinde peste 100 magazine, restaurante, 1500 locuri de parcare și dispune de o suprafață închiriabilă de 33.000 mp.

### Magazine și restaurante
Cele mai mari magazine deschise la Târgoviște sunt: retail (Carrefour, Kaufland, Lidl, Mega Image, Profi, Penny, Supeco), bricolaj (Dedeman, Brico Depot, Leroy Merlin, Rom Decor, Regata) și altele (JYSK, Deichman, DM, KFC, Mc'Donalds, Decathlon, Flanco, Altex).
În oraș sunt și 3 complexe comerciale vechi, construite înainte de 1990: Muntenia, Mondial și Pavcom.
Târgoviștea este cunoscută și pentru calitatea restaurantelor (majoritatea acestora fiind situate în Centrul Vechi): Casa Veche, Story, Towers, Belvedere, C'est Bon, San Marco, History, Toscany, Berăria Vlad Țepeș, Casa Noastră și Alexo

## Administrație și politică
Municipiul Târgoviște este administrat de un primar și un consiliu local compus din 21 consilieri. Primarul, Daniel-Cristian Stan[*], de la Partidul Social Democrat, este în funcție din 2016. Începând cu alegerile locale din 2024, consiliul local are următoarea componență pe partide politice:
|  | Partid                          | Consilieri | Componența Consiliului | Componența Consiliului | Componența Consiliului | Componența Consiliului | Componența Consiliului | Componența Consiliului | Componența Consiliului | Componența Consiliului | Componența Consiliului | Componența Consiliului | Componența Consiliului | Componența Consiliului | Componența Consiliului | Componența Consiliului |
|  | ------------------------------- | ---------- | ---------------------- | ---------------------- | ---------------------- | ---------------------- | ---------------------- | ---------------------- | ---------------------- | ---------------------- | ---------------------- | ---------------------- | ---------------------- | ---------------------- | ---------------------- | ---------------------- |
|  | Partidul Social Democrat        | 14         |                        |                        |                        |                        |                        |                        |                        |                        |                        |                        |                        |                        |                        |                        |
|  | Partidul Național Liberal       | 3          |                        |                        |                        |                        |                        |                        |                        |                        |                        |                        |                        |                        |                        |                        |
|  | Alianța pentru Unirea Românilor | 2          |                        |                        |                        |                        |                        |                        |                        |                        |                        |                        |                        |                        |                        |                        |
|  | Alianța Dreapta Unită           | 2          |                        |                        |                        |                        |                        |                        |                        |                        |                        |                        |                        |                        |                        |                        |

### Străzi, piețe

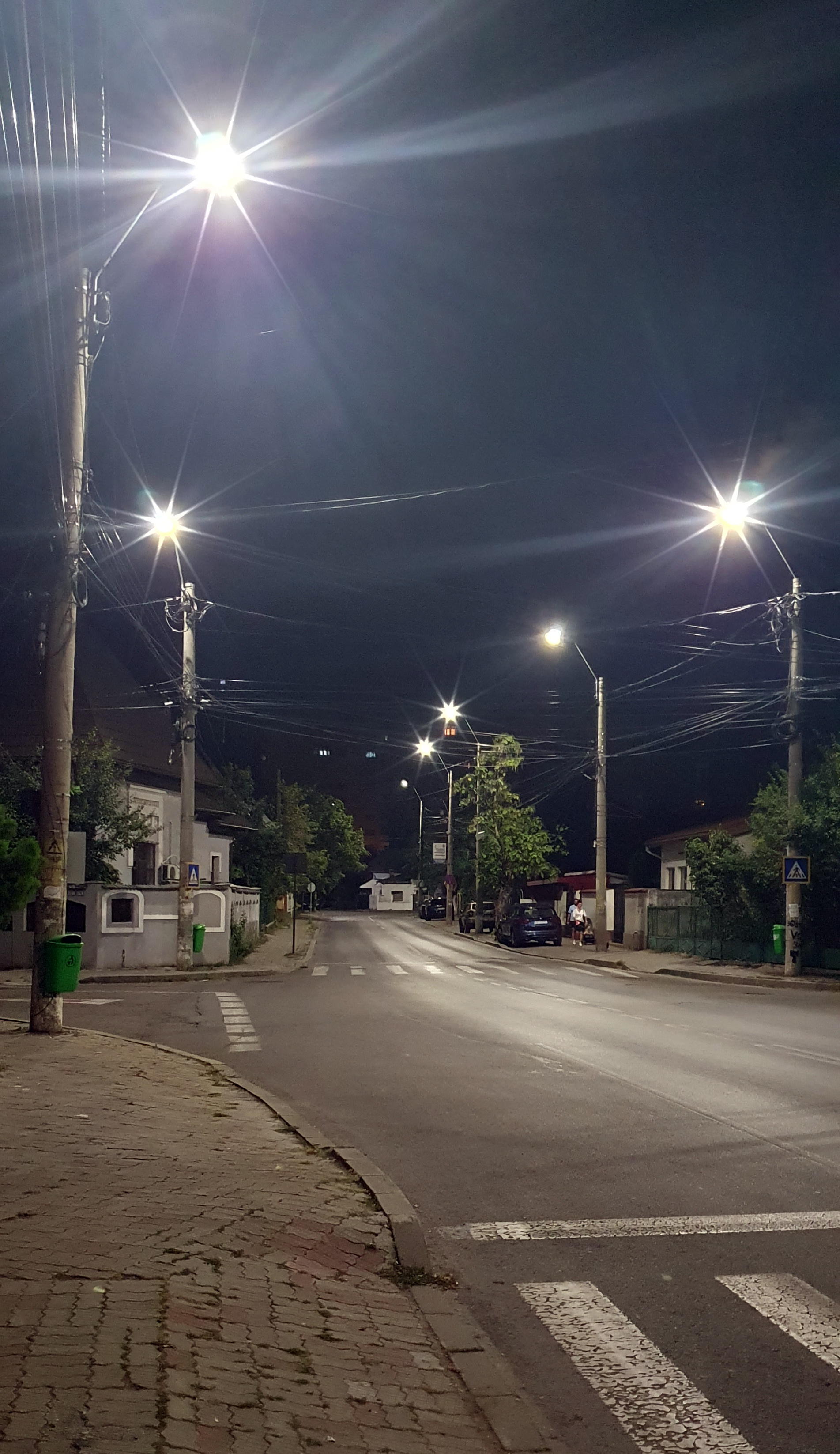
Iluminat stradal inteligent, bazat pe tehnologie led.

Târgoviște are un număr de 244 străzi și 5 piețe publice Piața Tricolorului (platoul Prefecturii), Piața Mihai Viteazul (platoul din Parcul Mitropoliei), Piața Revoluției (între Piața Mihai Viteazul și Centrul Vechi), Piața Eroilor (Sala Polivalentă), Piața Gării (Gara Târgoviște). 
Iluminatul stradal inteligent din oraș folosește tehnologia led și a fost realizat prin fonduri europene.
Există 4 piețe agroalimentare în oraș: Piața 1 Mai (centru), Piața Bărăției (fostă Doi Brazi), Piața Vlad Țepeș (fostă micro XI) și Piața Unirii (fostă autogară).

### Cartiere
Până în anul 2019 cea mai mare parte a cartierelor orașului au purtat denumirea de raioane (sau microraioane). Termenul de raion ca subdiviziune de oraș este de origine rusă, a fost răspândit în perioada comunistă și impus țărilor satelit ale Uniunii Sovietice. Denumirile și numerotarea microraioanelor au fost înlocuite cu numele celor mai importanți voievozi care au domnit în Cetatea de Scaun a Țării Românești.
Cele 16 cartiere ale Târgoviștei sunt:
- Mircea cel Bătrân (zona centrală prin care înțelegem străzile din fața Curții Domnești, de la strada Constantin Brâncoveanu până la Școala Ioan Alexandru Brătescu Voinești, mergând până la Casa Sindicatelor și Piața Mihai Viteazul. Cuprinde Curtea Domnească, Centrul Vechi, Mânăstirea Stelea, Primăria, Catedrala Mitropolitană, centrul politico-administrativ județean, instituțiile bancare, hoteluri și restaurante etc).
- Matei Basarab (fostele microraioane 2 și 3)
- Radu cel Mare (fostul microraion 4)
- Constantin Brâncoveanu (fostul microraion 5)
- Tudor Vladimirescu (fostul microraion 6)
- Mihai Viteazul (fostele microraioane 8 și 9)
- Vlad Țepeș (fostul microraion 11)
- Petru Cercel (fostul microraion 12)
- Aleea Trandafirilor
- CFR
- Suseni
- Sârbi (fost Matei Voievod)
- Prepeleac
- Sagricom
- Romlux
- Priseaca

### Primari
- ianuarie- martie 1990: Bonifaciu Tulai
- martie 1990: Nicolae Constantinescu
- martie-septembrie 1990 și noiembrie 1995 - mai 1996: Rică Ungureanu
- 1990-1991: Gheorghe Ana
- 1991-1992: Decebal Simionescu
- 1992-1995: Radu-Florin Tudor
- 1995-2000: Teodor Bâte
- 2000-2008: Iulian Furcoiu (PSD)
- 2008-2014: Gabriel Boriga (PD-L)
- 2014-2015: Ciprian G. Prisăcaru (PDL), interimar
- 2015-2016: Daniel Cristian Stan (PSD), interimar
- 2016-prezent: Daniel Cristian Stan (PSD)

## Orașe înfrățite
Municipiul Târgoviște este înfrățit cu următoarele orașe:
- Tărgoviște, Bulgaria
- Nefteiugansk, Rusia
- Trakai, Lituania
- Santarém, Portugalia
- Gioia del Colle, Italia
- Corbetta, Italia
- Karadeniz Ereğli, Turcia (protocol de intenție)
- Vellinge, Suedia (protocol de intenție)
- Orvault, Franța
- Chinon, Franța
- Ivano-Frankivsk, Ucraina
- Kazanlăk, Bulgaria
- Castellón de la Plana, Spania
- Ciudad Real, Spania
- Miami, Statele Unite ale Americii[14]

## Educație

### Universitatea Valahia
Universitatea Valahia din Târgoviște este cea mai importantă instituție de învățământ din județul Dâmbovița și din regiunea Sud –Muntenia.
Înființată în 1992, Universitatea a avut inițial două facultăți și un colegiu universitar. În prezent are în structura sa nu mai puțin de 10 facultăți, 35 de specializări universitare, studii de masterat și doctorat.  Aici, la toate formele de învățământ, studiază peste 6.000 de studenți sub îndrumarea a 330 de cadre didactice, organizate în departamente academice.
Campusul Universității Valahia este unul dintre cele mai moderne din țară și găzduiește două clădiri destinate facultăților, Institutul de Cercetare Științifică și Tehnologică Multidisciplinară (ICSTM), precum și 3 din cele 6 cămine studențești. Universitatea dispune de peste 1300 locuri de cazare.
Instituția pune la dispoziția studenților cămine, cantine, club, baze sportive. De asemenea, deține și Centrul Internațional de Conferințe din Târgoviște care cuprinde 3 săli, cea mai mare având 160 de locuri.
Spațiile de învățământ cuprind 7 amfiteatre, 58 săli de curs, seminar și alte activități didactice, 57 de laboratoare, un depozit de carte și două biblioteci. Aproximativ 3300 de studenți și 250 de cadre didactice își desfășoară activitatea în această locație.
Institutul de Cercetări Științifice și Tehnologice Multidisciplinare, are în componență 15 centre de cercetare, în care își desfășoară activitatea peste 200 de cadre didactice, 21 de cercetători, precum și doctoranzii universității. Activitatea Institutului este concretizată prin implementarea a peste 50 de proiecte internaționale și 400 de proiecte naționale în domenii fundamentale ale cercetării.

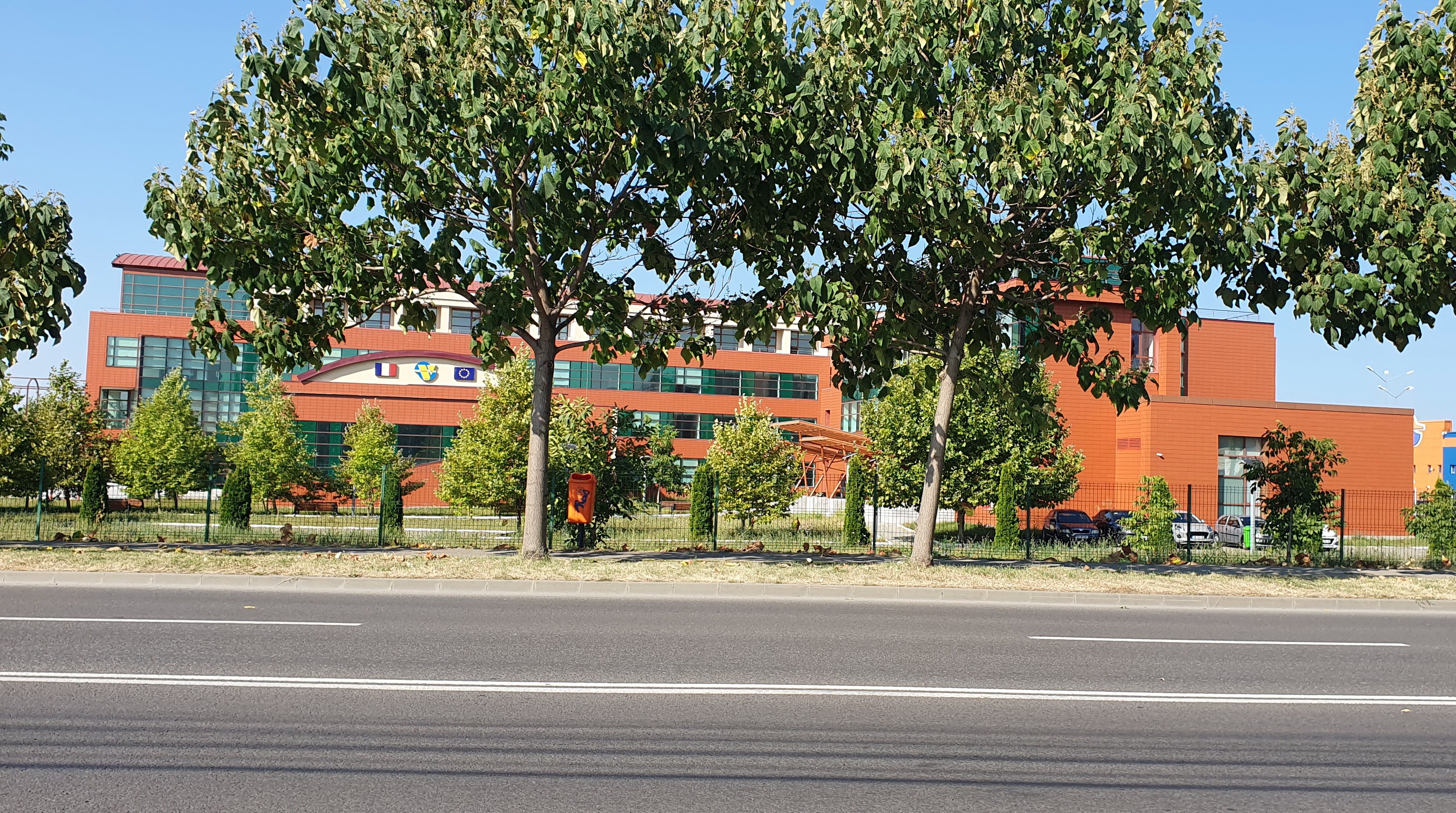
Campusul Universității Valahia din Târgoviște, vedere dinspre Aleea Sinaia

Universitatea Valahia are 10 facultăți: 
- Facultatea de Științe Economice
- Facultatea de Drept și Științe Administrative
- Facultatea de Inginerie Electrică, Electronică și Tehnologia Informației
- Facultatea de Teologie Ortodoxă și Științele Educației
- Facultatea de Științe și Arte
- Facultatea de Științe Politice, Litere și Comunicare
- Facultatea de Ingineria Materialelor și Mecanică
- Facultatea de Ingineria Mediului și Știința Alimentelor
- Facultatea de Științe Umaniste
- Facultatea de Științe și Inginerie (Alexandria)

### Licee, școli, grădinițe
Rețeaua școlară târgovișteană era formată în anul 2020 din 44 de unități de învățământ de stat sau private, fie că vorbim de grădinițe, școli gimnaziale, postliceale, licee și colegii.
Acestora li se adaugă și Clubul Sportiv Școlar Târgoviște, Casa Corpului Didactic Târgoviște, Centrul Județean de Resurse și de Asistență Educațională Dâmbovița, precum și Palatul Copiilor Târgoviște.
Colegii Naționale:
- Constantin Carabella
- Ienăchiță Văcărescu
- Ion Ghica
- Constantin Cantacuzino

Licee: Voievodul Mircea, Bălașa Doamna (de Arte), Petru Cercel, Ion Heliade Rădulescu, Sf. Ioan Gură de Aur (Seminarul Teologic Ortodox), Constantin Brâncoveanu, Nicolae Ciorănescu, Spiru Haret, Transporturi Auto.
Școli postliceale private (cu taxă): FEG, Carol Davila (sanitară), Christiana (sanitară).
Școli gimnaziale: Coresi, Grigore Alexandrescu, I.Al. Brătescu Voinești, Matei Basarab, Mihai Viteazul, Prof. Paul Bănică, Radu cel Mare, Smaranda Gheorghiu, Tudor Vladimirescu, Vasile Cârlova, Specială.
Grădinițe cu program normal: 4, 5, 11, 17, Carmen Sylva, Sf. Francisc (privată, cu taxă)
Grădinițe cu program prelungit: 1, 2, 3, 11, 12, 13, 14, 15, 16, Rază de Soare, Alexandrina Simionescu Ghica, Dorothy (privată, cu taxă).
Creșe: 2 (Voinicel), 8 (Prichindel), 13 (Pinochio), 14 (Neghiniță), 15 (Degețica), 16 (Buburuza), Spiriduș, Iepurilă. Creșele au un total de 305 locuri pentru cei mici.

## Cultură

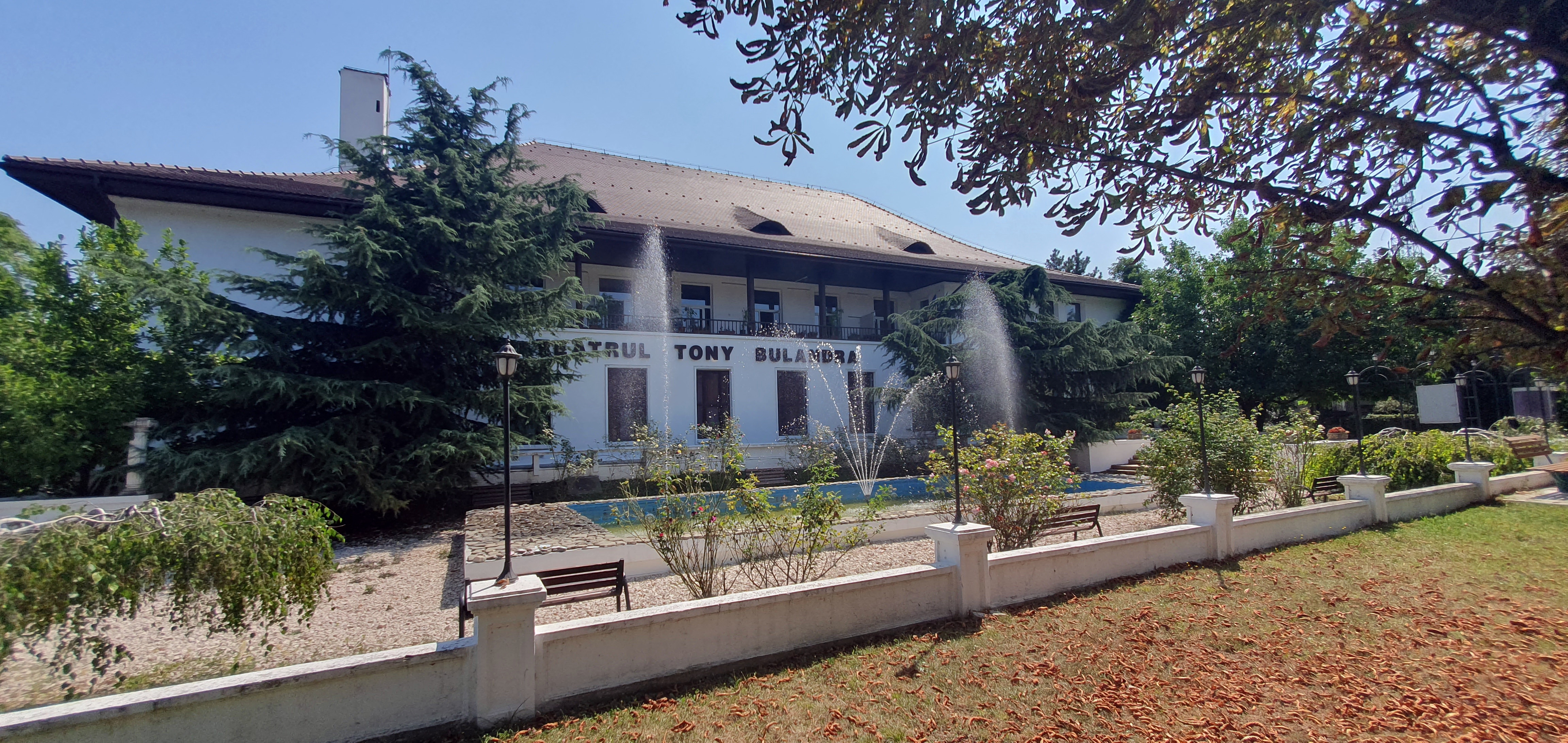
Teatrul Tony Bulandra, Târgoviște

Teatrul Tony Bulandra din Târgoviște a fost inaugurat la 30 ianuarie 2002. Prin tematica abordată, sunt prezentate spectacole destinate adulților, tinerilor în căutare de sens, dar și celor mai mici spectatori. Teatrul a devenit destul de repede cunoscut, atât datorită echipei sale de artiști, cât și repertoriului bogat alcătuit din texte clasice, dar și din titluri noi. Teatrul poartă numele actorului Tony Bulandra, născut la Târgoviște.  Are două săli: Sala Mare și Sala Studio Mihai Dimiu.

### Alte informații
- Formația de muzică rock Trooper a luat ființă la Târgoviște;
- Casa de Cultură a Sindicatelor din Târgoviște, găzduiește anual, în luna octombrie, Festivalul Național de Romanțe Crizantema de Aur. Prima ediție a fost organizată în anul 1968;
- În cadrul Zilelor Cetății, în fiecare an la începutul lunii septembrie, se desfășoară  la Târgoviște o suită de evenimentele culturale, concerte, spectacole, târguri, expoziții și competiții sportive;
- Școala de la Târgoviște - grup de scriitori reuniți ideatic;
- Biblioteca Ion Heliade Rădulescu din Târgoviște deține peste 330.000 de publicații de diverse tipuri (cărți și periodice tipărite, cărți și periodice în format electronic, audio book-uri, documente grafice, vederi, fotografii, CD-uri, DVD-uri, manuscrise, microfilme, documente cartografice, sigilografice și maximafilie).
- Babel F.A.S.T. - Festivalul Artelor Spectacolului, este organizat anual de Teatrul Municipal Tony Bulandra din Târgoviște;
- Consiliul Județean împreună cu Centrul Județean de Cultură, Complexul Național Muzeal "Curtea Domnească" și Biblioteca "Ion Heliade Rădulescu" organizează anual la Târgoviște, Zilele Județului Dâmbovița, cu participarea localităților din tot județul. Au loc evenimente culturale, concerte, spectacole, animație stradală, expoziții și competiții sportive.

## Personalități
- Macarie (d. 1528), tipograf, autorul primei cărți publicate la noi în 1508;
- Dobromir din Târgoviște, pictor de biserici sec.XVI;
- Diaconul Coresi (d. 1583), traducător și meșter tipograf;
- Constantin Cantacuzino (1639-1716), stolnic, umanist, istoric, geograf;
- Ion Heliade Rădulescu (1802-1872), scriitor, filolog, politician;
- Vasile Cârlova (1809-1831), poet și ofițer român;
- Grigore Alexandrescu (1810-1885), poet;
- Matei Vlădescu (1835-1901), general și politician;
- Constantin Poroineanu (1843-1908), avocat și filantrop român;
- Constantin Carabella (1851-1928), funcționar, primar al Târgoviștei, susținător al culturii, filantrop;
- Smaranda Gheorghiu (1857-1944), scriitoare și publicistă română, militantă activă în mișcarea feministă a epocii;
- Constantin I. Nicolaescu (1861-1945), avocat, judecător, politician, președinte al Senatului;
- Gabriel Popescu (1866-1937), gravor;
- Ioan Alexandru Brătescu-Voinești (1868-1946), scriitor;
- Gheorghe Petrașcu (1872-1949) pictor și academician;
- Constantin D. Dimitriu-Dovlecel (1872-1945) avocat, ministru, deputat și senator liberal, președinte al Senatului;
- Tony Bulandra (1881-1943), actor și director de teatru;
- Nicolae Abramescu (1884-1947), matematician;
- Vasile Atanasiu (1886-1864), general;
- Gheorghe Potopeanu (1889-1966), general, ministru de finanțe;
- Vasile Blendea (1895-1988), pictor, sculptor;
- Tiberiu Moșoiu (1898-1953), jurist, profesor universitar, om politic, primar al municipiului Oradea, Guvernator al Băncii Naționale;
- Romano de Simon (1900-1981), arhitect;
- Ionel Fernic (1901-1938), compozitor, aviator, parașutist;
- Radu Petrescu (1927-1982), scriitor;
- Mircea Horia Simionescu (1928-2011), scriitor;
- Alexandru Stark (1931-1992), reporter radio și TV, scenarist, jurnalist, scriitor, traducător și publicist;
- Lucian Penescu (n. 1933), scriitor;
- Ioan N. Radu (1935-2017), maestru emerit al sportului (rachetomodelism);
- Ileana Sărăroiu (1936-1979), interpretă română de muzică populară, romanțe și muzică ușoară;
- Constantin Ionescu-Târgoviște (n.1937), medic, profesor universitar, membru titular al Academiei Române;
- Theodor Stolojan (n. 1943), economist și om politic român, fost prim ministru al României;
- Cornel Dinu (n. 1948), fotbalist;
- Constantin Dănilescu (n. 1948), șef de club;
- Poliana Cristescu (n. 1954), fosta soție a lui Nicu Ceaușescu;
- Vasile Răducă (n. 1954), teolog;
- Mihaela Oancea (...), cântăreață;
- Marius Oprea (n. 1964), poet și istoric;
- Laura Stoica (1967-2006), cântăreață, actriță, compozitoare de muzică pop-rock;
- Iulian Chiriță (n. 1967), fotbalist;
- Marius Mușat (n. 1967), designer de modă;
- Laurențiu Reghecampf (n. 1975), fotbalist;
- Adrian Văncică (n. 1977), actor;
- Vlad Miriță (n. 1981), cântăreț pop, tenor;
- Sorana Cîrstea (n. 1990), jucătoare de tenis;
- Laurențiu Ion (n. 1991), poet;
- Gabriel Gavriș - "Gheboasă" (n. 2002), artist, cântăreț de trap.

## Echipe sportive
- FC Chindia Târgoviște (fotbal)
- CSM Târgoviște (volei)
- CSM Târgoviște (baschet)

Echipe desființate:
- FCM Târgoviște (fotbal)
- MCM Târgoviște (baschet feminin)
- Petrolul Târgoviște (fotbal)
- CS Târgoviște (mai multe sporturi)

Echipa de fotbal Chindia Târgoviște evoluează pe Stadionul Eugen Popescu, stadion ce a fost reconstruit în perioada 2019-2023, fiind adus la standardele primei ligi. Capacitatea acestuia este de 8.400 de locuri pe scaune, are tribune acoperite, gazon natural și o instalație de nocturnă cu tehnologie led de 1800 lucși. 
Sala Sporturilor din Târgoviște, cunoscută și sub numele de Sala Polivalentă, a fost construită între anii 1975-1979 și are un număr de 2000 de locuri. Aici au avut loc, de-a lungul timpului, mai multe competiții interne și internaționale. Pot fi amintite în acest context, pe plan intern, finale de campionate naționale de seniori, tineret, juniori, la judo, lupte, box, baschet, volei, handbal. În ceea ce privește competițiile cu caracter internațional, putem aminti Euroliga Baschet Feminin unde CS Municipal Târgoviște a evoluat cu succes, Turnee Internaționale de lupte, judo, box, volei, popice și altele. 
Un nou stadion Dâmbovița Arena  cu o capacitate de 12.402 locuri, care face parte din Complexul sportiv cu același nume, este în curs de realizare și va putea îndeplini condițiile necesare găzduirii unor partide din prima ligă a fotbalului național, din competițiile europene, dar și la nivelul echipelor naționale. Tot aici se vor putea organiza meciuri de rugby de nivel național și mondial, competiții de atletism, dar și spectacole și concerte. 